# گیاه‌پارچ ماسوالا
گیاه‌پارچ ماسوالا (نام علمی: Nepenthes masoalensis)، یکی از دو گونه از سرده گیاه‌پارچ‌ها در ماداگاسکار می‌باشد. گیاه‌پارچ ماسوالا فقط در شرق ماداگاسکار شناخته شده است. در شبه جزیره ماسوالا (Masoala National Park) و منطقه کوه آمباتو رخ می‌دهد. از باتلاق‌های نخل‌پیچ و خزه پوده‌زار، برآمدگی‌های کوهستانی و پوشش گیاهی خشکی‌زی ثبت شده است. گیاه‌پارچ ماسوالا گونه‌ای دشتی است که از ارتفاع ۰ تا ۴۰۰ متری رشد می‌کند.